# Damdin Suche Bator
Damdin Suche Bator (mong. Дамдины Сүхбаатар; ur. 2 lutego 1893 w Urdze, zm. 20 lutego 1923 tamże) – mongolski dowódca wojskowy i rewolucjonista, znany z umiejętności jeździeckich. Główny dowódca sił mongolskich podczas rewolucji z 1921. Bohater narodowy Mongolii.

## Życiorys
Urodził się w Urdze, gdzie uczęszczał do jednej z rosyjskich szkół. W 1911 wstąpił do wojska, z którego został później wydalony za nieposłuszeństwo. W 1917 ponownie wstąpił do armii.
W czasach komunizmu w Mongolii uznawany przez propagandę za głównego bohatera rewolucji. Przypisywano mu także poprowadzenie wojsk Mongolskiej Ludowej Armii Rewolucyjnej do zwycięstwa w wojnie mongolsko-chińskiej i uzyskanie ostatecznej niepodległości Mongolii. Po powstaniu mongolskiego rządu rewolucyjnego został w nim ministrem wojny, będąc też naczelnym dowódcą armii i szefem jej sztabu. W praktyce był również przywódcą partii i kraju, choć nie objął funkcji premiera ani sekretarza generalnego komitetu centralnego. W początkach istnienia partii w marcu 1921 nie był nawet w komitecie centralnym, który jednak miał wówczas dość niską rangę (sekretarz generalny komitetu centralnego był podległy dowódcy armii, czyli Suche Batorowi).
Jesienią 1921 Suche Bator dowodził mongolskimi oddziałami rewolucyjnymi, pomagając Armii Czerwonej rozbić oddziały białogwardzistów i Mongołów generała barona Romana von Ungern-Sternberga. Zmarł prawdopodobnie na złośliwą formę żółtaczki, choć nie wykluczano także otrucia.

## Upamiętnienie
- W 1924 stolicę kraju na jego cześć przemianowano na Ułan Bator. Najważniejsza dzielnica mongolskiej stolicy nosi natomiast nazwę Süchbaatar. Centralny plac w mieście od 1921 nosił imię Suche Batora. W 1946 stanął na nim pomnik konny mongolskiego rewolucjonisty[1]. W 2013 zmieniono patrona placu na Czyngis-chana[2]. W 2016 nazwę ponownie zmieniono na plac Suche Batora[3].
- 16 maja 1941 ustanowiono Order Suche Batora. Został on najwyższym odznaczeniem Mongolskiej Republiki Ludowej i jest nim także we współczesnej Mongolii.
- W 1943 na jego cześć nazwano ajmak suchebatorski. W tym samym roku miasto Cagaanereg zmieniono na Suche Bator.
- W latach 1954–2005 szczątki Suche Batora spoczywały w Mauzoleum Suche Batora i Czojbalsana w Ułan Bator. Po zlikwidowaniu mauzoleum szczątki mongolskiego wojskowego zostały przeniesione na cmentarz.
- Jego wizerunek znajdował się na banknotach Mongolskiej Republiki Ludowej o nominałach 3, 5, 10, 20, 25, 50 i 100 tugrików. Damdin Suche Bator jest także obecny na banknotach współczesnej Mongolii, są to nominały 50 i 100 tugrików.
- Inny pomnik konny rewolucjonisty znajduje się w Baruun-Urcie.

## Ordery i odznaczenia
- Bohater Mongolskiej Republiki Ludowej
- Order Czerwonego Sztandaru (RFSRR, 10 stycznia 1922)

## Galeria

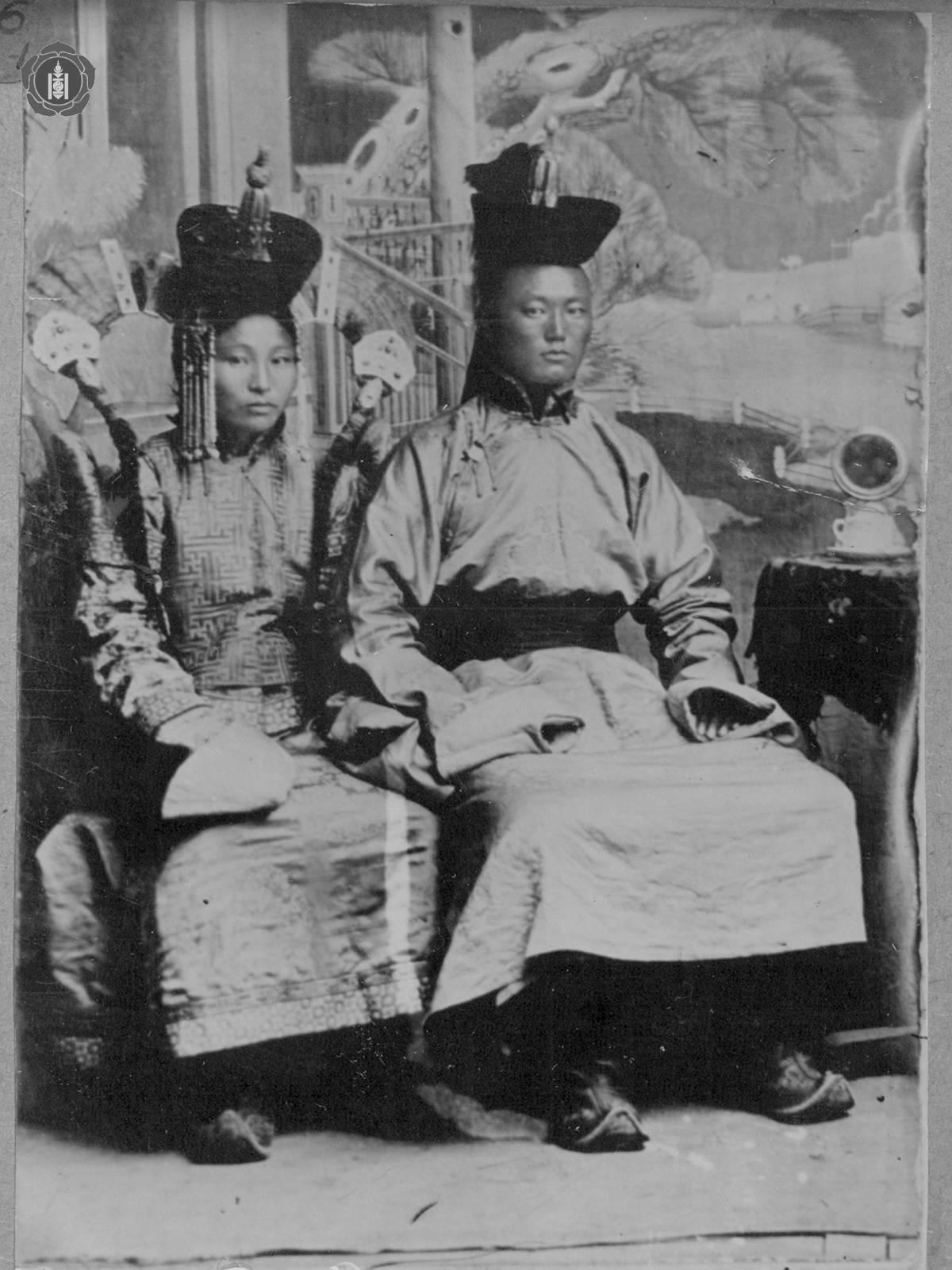
Damdin Suche Bator wraz z żoną
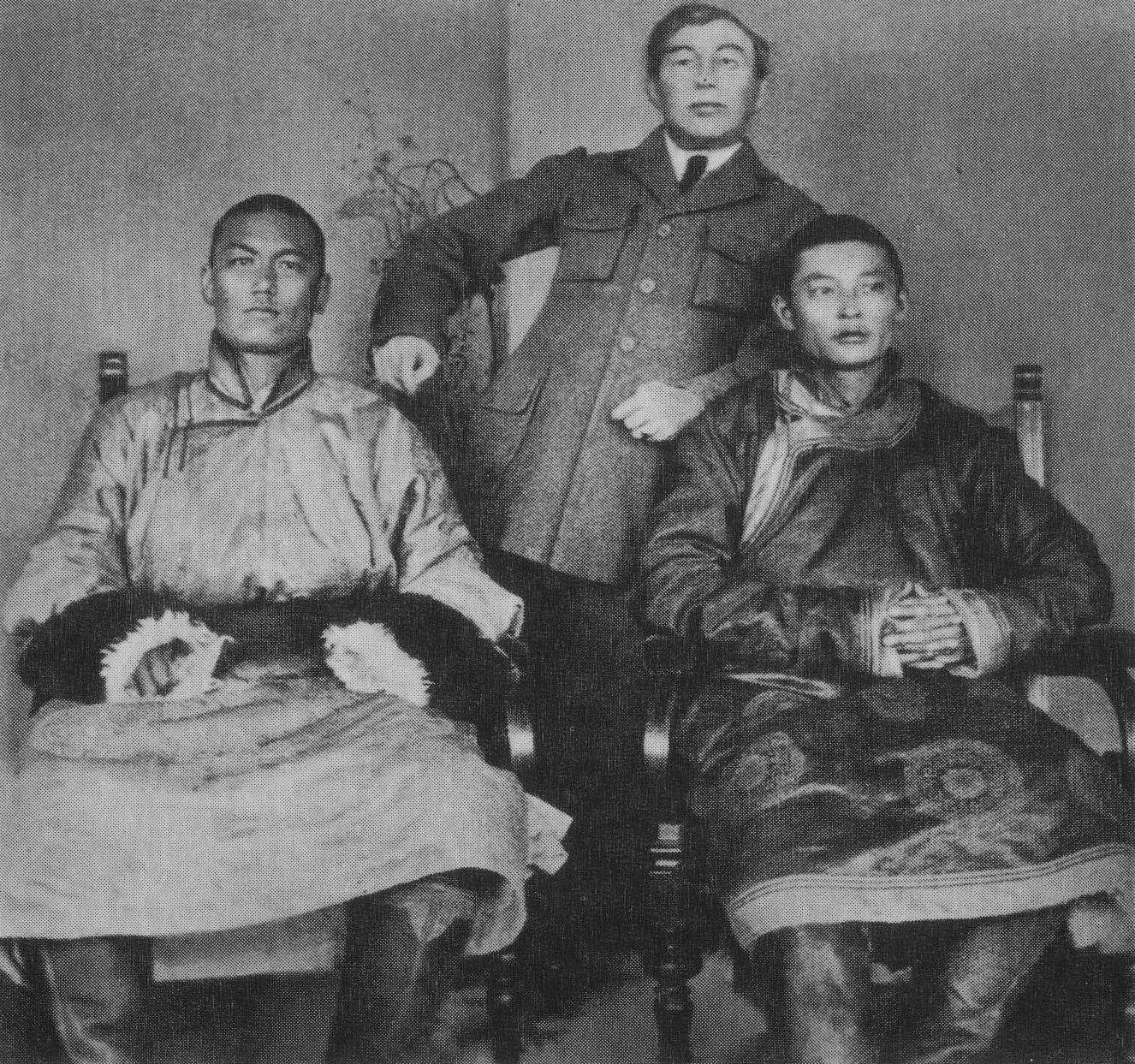
Damdin Suche Bator i Chorlogijn Czojbalsan
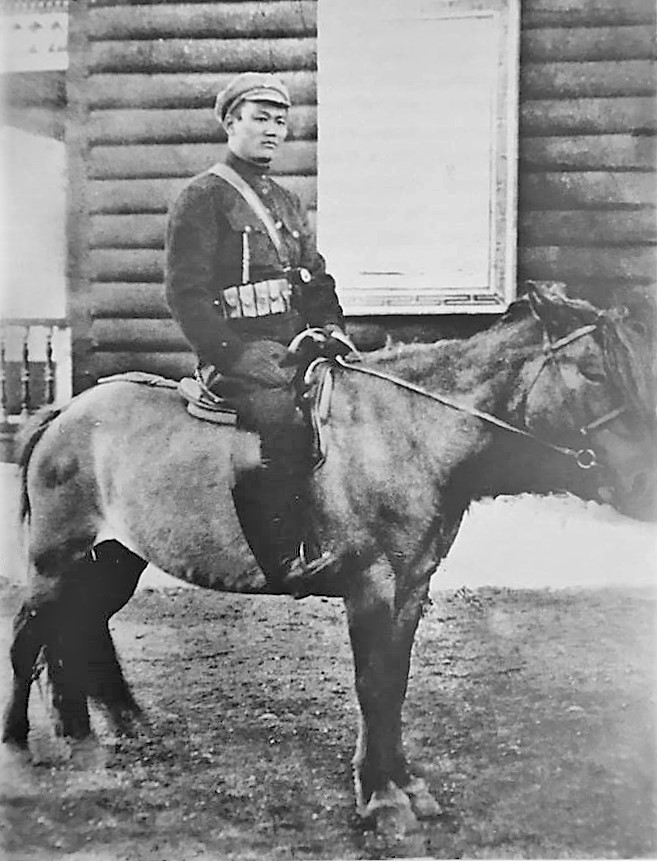
Suche Bator siedzący na koniu
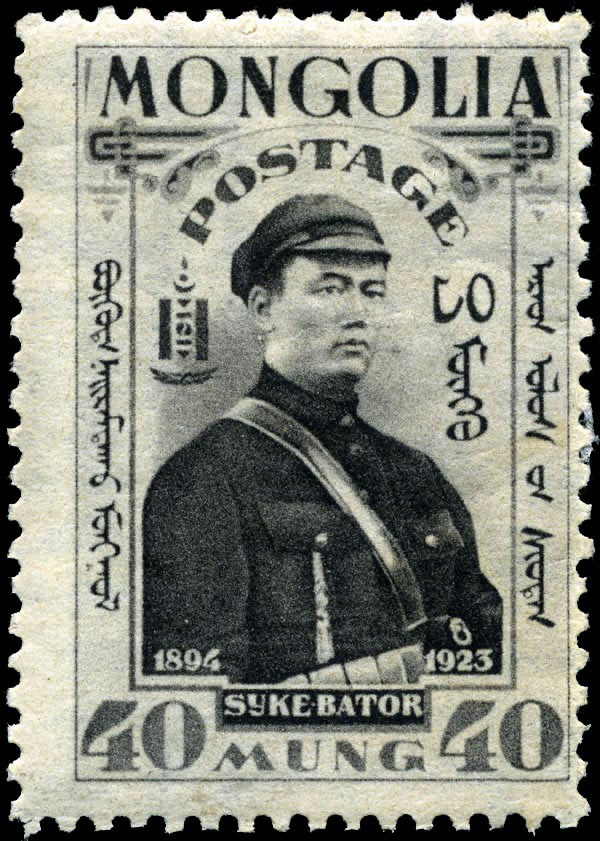
Suche Bator na mongolskim znaczku pocztowym z 1932
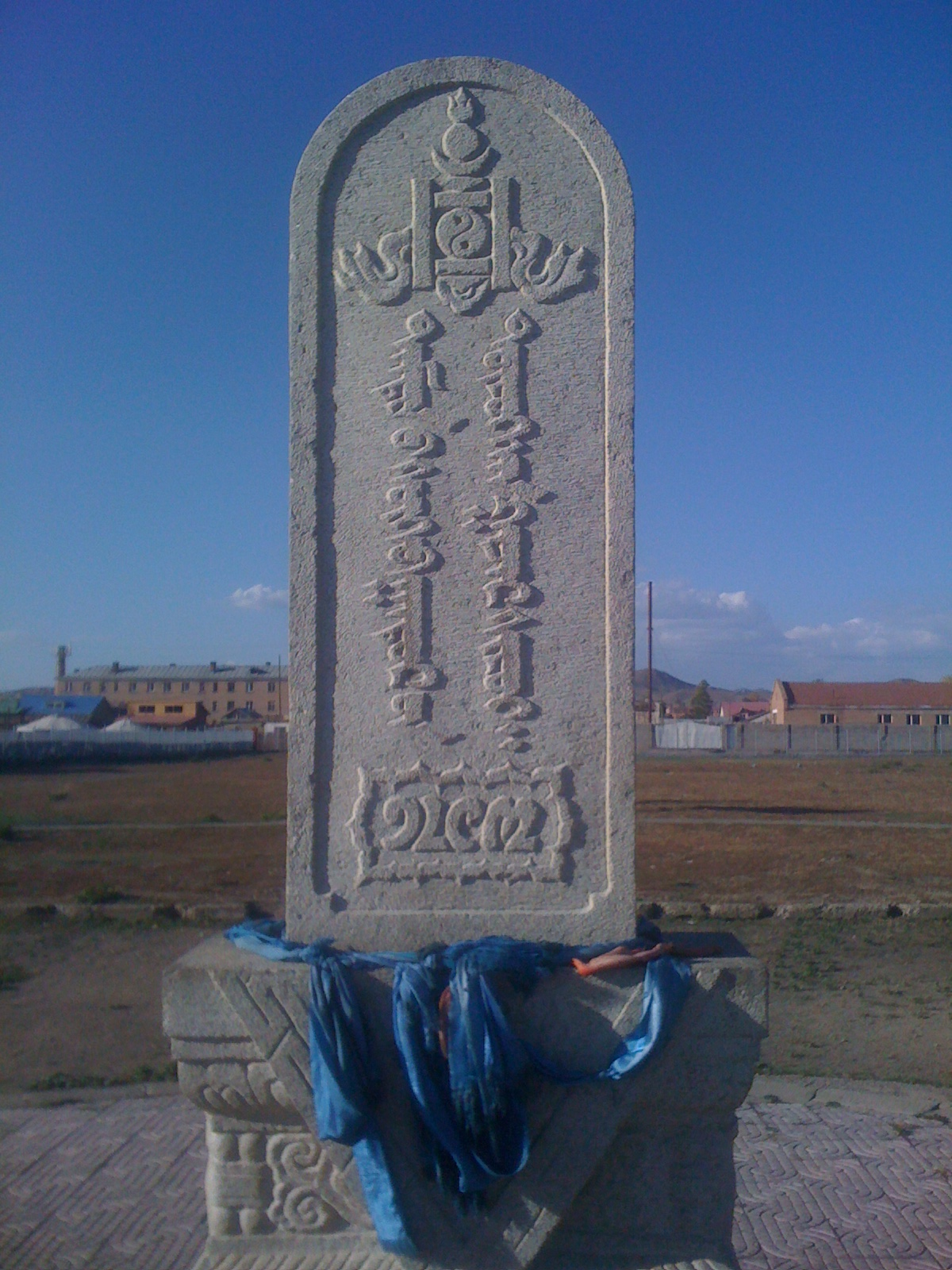
Monument ustawiony w miejscu narodzin Suche Batora
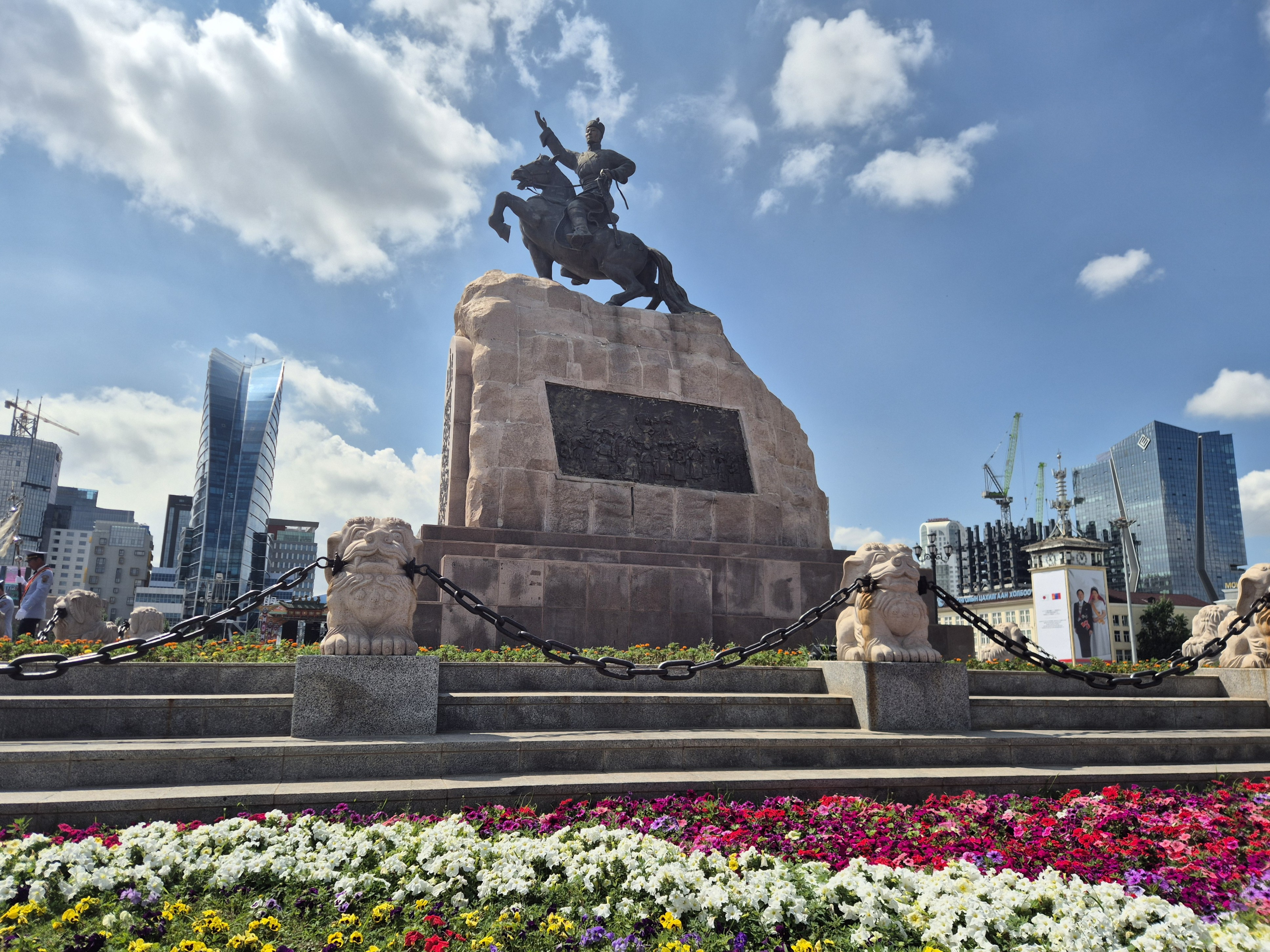
Pomnik Suche Batora w Ułan Bator
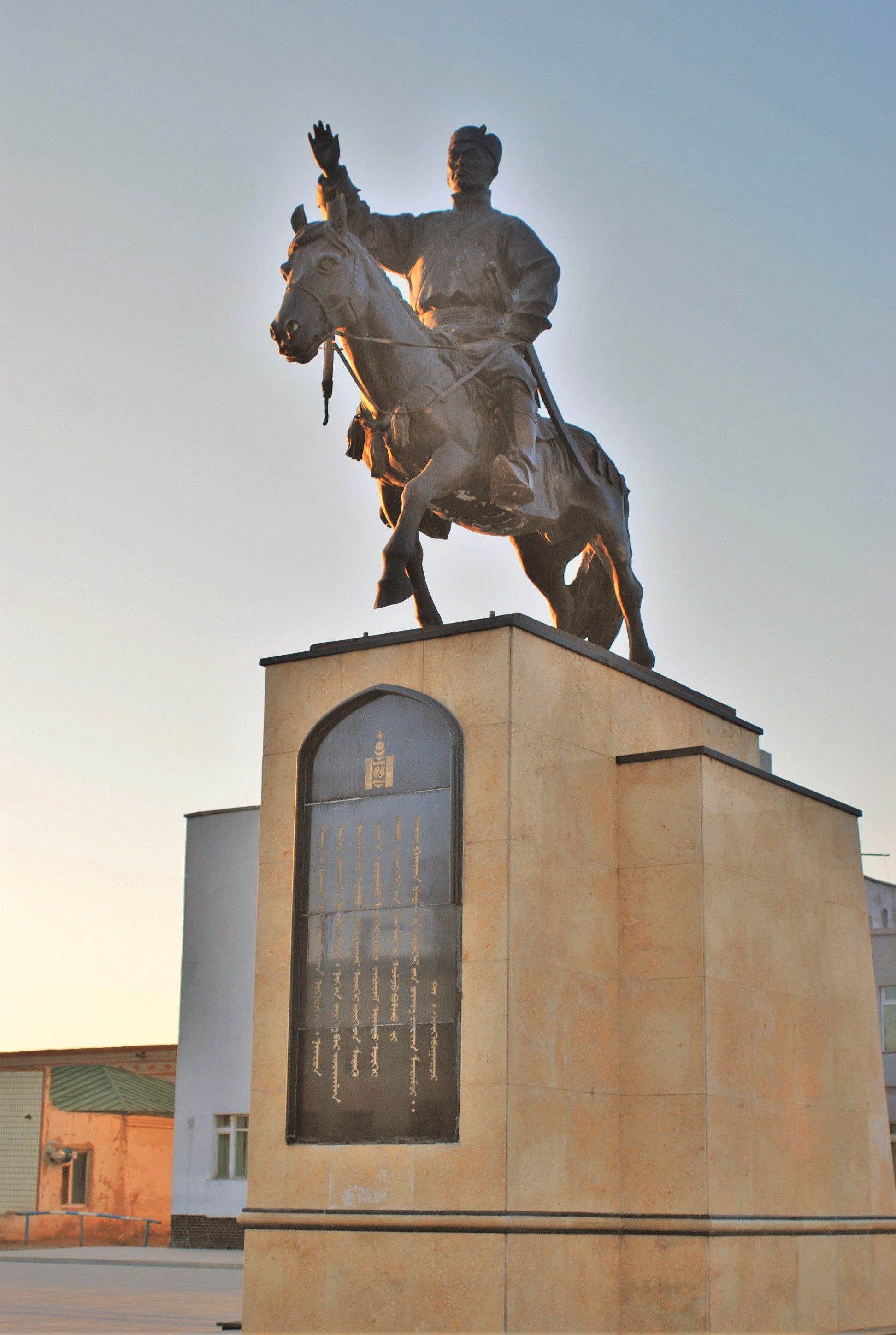
Pomnik konny Suche Batora w Baruun-Urcie